# Nephrostylis
Nephrostylis é um género botânico pertencente à família Fabaceae.